# Loriot de Percival
Oriolus percivali
Espèce
Statut de conservation UICN

 LC  : Préoccupation mineure
Le Loriot de Percival (Oriolus percivali) est une espèce de passereau de la famille des Oriolidae.

## Répartition
Il est réparti de manière disparate : d'une part à travers le forêts d'altitude du rift Albertin et de l'autre à travers l'est de l'Ouganda et l'ouest du Kenya.

## Habitat
Il habite les forêts sèches tropicales et subtropicales et les forêts humides de montagne tropicales et subtropicales.